# 尼古拉·列佐里
尼古拉·列佐里（義大利語：Nicola Rizzoli，1971年10月5日—），意大利籍足球裁判。他於2002年開始為意甲的賽事判法。2007年，他成為歐冠的球證。翌年，他為對巴素利的分組賽執法，這是他首場執法的歐冠正賽。2010年，他為曼聯對拜仁慕尼黑的八強次回合執法。在這場比賽中，他向曼聯後衛拉菲爾出示紅牌，最終拜仁成功迫和對手，以作客入球優惠制晉身四強。2013年，列佐里被歐洲足協選為當屆歐冠決賽的執法球證。
在國際賽方面，列佐里在2007年成為國際裁判。他先後為2010年世界杯的外圍賽和2012年歐洲國家盃、2014年世界杯、2016年歐洲國家盃的淘汰賽執法，也是2014年世界盃足球賽決賽的執法球證。

## 資料來源
1. ↑  Utd 3–2 Bayern Munich (agg 4–4)[]
2. ↑  "Rizzoli to referee UEFA Champions League Final" 的存檔，存档日期2013-06-07.
3. ↑  FIFA. "Italy: Referees" （页面存档备份，存于）

## 外部連結
- Profile （页面存档备份，存于）